# Alfred II zu Windisch-Grätz
Alfred II Nikolaus, furst zu Windisch-Grätz, född den 28 mars 1819 i Wien, död den 28 april 1876 i Tachau, var general i österrikiska armén, liksom tre av sina bröder. Han var son till furst Alfred I zu Windisch-Grätz och dennes hustru Eleonore (1796–1848), dotter till furst Joseph zu Schwarzenberg.
Vid nedkämpandet av pingstupproret i Prag 1848 blev hans mor dödad och han själv sårad. Som sin fars flygeladjutant ledsagade han denne vid alla militära företag. I preussisk-österrikiska kriget hade han i slaget vid Königgrätz befälet över två regementen och blev på nytt svårt skadad, vilket ledde till hans död tio år senare. Han var sedan 1850 gift med Hedwig, prinsessa av Lobkowicz, vilken dock dog få år efter äktenskapets ingående. Hans enda barn var Alfred III zu Windisch-Grätz.